# Giardino botanico e zoologico di Limbe
Il giardino botanico e zoologico di Limbe è un parco botanico e zoo istituito nella città di Limbe, in Camerun, fondato da Paul Preus nel 1892, copre un'area di 480.000 m2.
Il giardino dista a 50 metri dal Limbe Wildlife Center.